# شيء ضروري (فلم)
شيء ضروري (بالإنجليزية: Something Necessary) هًو فيلم دراما كيني صدر سنة 2013 وأخرجته جودي كيبينج. عُرض الفيلم في قسم السينما العالمية المعاصرة في دورة 2013 من مهرجان تورنتو السينمائي الدولي.

## طاقم التمثيل
- سوزان وانجيرو في دور آن.
- كيبنجينو كيروي دونكان في دور تشيبسوي.
- هيلدا جيبكوتش في دور شيبيت.
- كارولين تشيبيوت كيبيت في دور جيرونو.
- آن كيماني في دور جاثوني.
- والتر لاغات في دور جوزيف.
- ديفيد كيبروتش موتاي في دور ليسيت.
- تشومبا نجيرو في دور كاروغو.
- بنيامين نياغاكا في دور كيتور.

## روابط خارجية
مقالات تستعمل روابط فنية بلا صلة مع ويكي بيانات